# Sergej Nefëdov
Sergej Aleksаndrovič Nefёdov (in russo Сергей Александрович Нефёдов?; Mosca, 4 ottobre 1926 – Mosca, 7 aprile 2014) è stato un pallavolista sovietico.
Giocava nel ruolo di schiacciatore-laterale.

## Carriera
Inizia la sua carriera professionistica, nel 1945, con il Lokomotiv Mosca. Nel 1952 passa al VVS MVO con cui vincerà, anche con altre denominazioni, quattro campionati sovietici. Con la nazionale vince il campionato del mondo del 1949 e del 1952. È anche campione d'europa nel 1950 e nel 1951.
Ritiratosi dalla pallavolo giocata nel 1957, viene riconosciuto come tra i migliori difensori al mondo dell'epoca.
Muore a Mosca nel 2014, all'età di 88 anni.

## Palmarès

### Club
- Campionato sovietico: 4

1952, 1953, 1954, 1955
- Coppa dell'Unione Sovietica: 1

1953

### Nazionale (competizioni minori)
- - Festival Mondiale della Gioventù e degli Studenti 1947
- - Festival Mondiale della Gioventù e degli Studenti 1949
- - Festival Mondiale della Gioventù e degli Studenti 1951
- - Festival Mondiale della Gioventù e degli Studenti 1953
- - Spartachiadi dei Popoli dell'Unione Sovietica 1956